# Ivantosaurus
Ivantosaurus é um gênero extinto de therapsida que viveu na Rússia durante a idade Wordiana do período Permiano. Sabe-se apenas do fragmentária restos de sua mandíbula. Era carnívoro e pode ter crescido a um comprimento de 6 metros, aproximadamente. Dois dentes caninos são fixados lado a lado na mandíbula Ivantossaurus. É possível que este therapsida tinha uma dentição exclusiva (nenhum outro animal conhecido tem dois conjuntos de dentes caninos), mas é mais provável que um dente da recolocação foi crescendo nos próximos ao dente velho prestes a ser perdida.
Alguns paleontólogos têm sugerido que Ivantossaurus é uma espécie de grande Eotitanosuchus.